# Магелланов канюк
Магелланов канюк (лат. Buteo ventralis) — вид птиц из семейства ястребиных. Подвидов не выделяют.

## Распространение
Обитают в южной части Чили и Аргентине — от Неукена через прибрежную Патагонию вплоть до Огненной Земли, а также на чилийском острове Наварино.

## Описание
Длина тела 45-60 см. Вес самца 950 г, самки 1140 г. Размах крыльев 119—139 см. Существуют бледная и тёмная морфы. Самец и самка похожи, но последняя крупнее примерно на 10 %.
Вид, с которым можно перепутать эту птицу — Geranoaetus polyosoma.

## Биология
Рацион недостаточно изучен, состоит из млекопитающих, птиц, змей и насекомых.